# Дзенниці
Дзенниці (пол. Dziennice, нім. Lichtenau) — село в Польщі, у гміні Іновроцлав Іновроцлавського повіту Куявсько-Поморського воєводства.
Населення — 137 осіб (2011).
У 1975-1998 роках село належало до Бидгощського воєводства.

## Демографія
Демографічна структура станом на 31 березня 2011 року:
|          | Загалом | Допрацездатний вік | Працездатний вік | Постпрацездатний вік |
| -------- | ------- | ------------------ | ---------------- | -------------------- |
| Чоловіки | 68      | 9                  | 55               | 4                    |
| Жінки    | 69      | 12                 | 43               | 14                   |
| Разом    | 137     | 21                 | 98               | 18                   |